# Ciao amore, ciao/Il sole muore
Ciao amore, ciao/Il sole muore è un 45 giri di  Dalida, pubblicato nel gennaio 1967.

## Il disco
Ciao amore, ciao, inedito, partecipò al Festival di Sanremo 1967.

Il sole muore è la cover di Le soleil et la montagne, che Dalida aveva lanciato in Francia l'anno precedente.

## Tracce
LATO A
1. Ciao amore ciao (Luigi Tenco; edizioni musicali RCA e Ricordi)

LATO B
1. Il sole muore (testo: Sergio Bardotti, Romolo Forlai – musica: Harry Pease, Larry Vincent; edizioni musicali RCA)

## Formazione
- Dalida - voce
- Ruggero Cini - direzione orchestra in Ciao amore ciao
- Alain Goraguer - direzione orchestra in Il sole muore
- I Cantori Moderni di Alessandroni - coro in Il sole muore